# Calle de la Humanidad, 8
Calle de la Humanidad, 8 (en francés, 8 Rue de l'Humanité) es una película de comedia francesa dirigida por Dany Boon y estrenada en 2021 en Netflix.

## Sinopsis
Debido a la pandemia del Covid-19 y al confinamiento, las calles de París están desiertas. Mientras la población parisina huía a las provincias, siete familias permanecieron en su edificio ubicado en 8 rue de l'Humanité en el distrito 11. En el edificio destaca el propietario de un bistró, un científico ambicioso que lucha por encontrar una vacuna, un hipocondríaco y su mujer abogada que intenta conciliar su vida profesional y familiar, un entrenador deportivo que empieza a engordar mucho y su bebé compañero que está creando revuelo con una canción anti-Covid. 
También hay un tío hecho a sí mismo que ha triunfado en los negocios pero descubre que su hijo pequeño tiene un nivel académico mucho mejor que él. Finalmente, el conserje del edificio cuya esposa está hospitalizada con Covid. Este confinamiento hará que la gente redescubra la vida en comunidad: dos niños se enamorarán. Esas personas experimentarán alegrías y angustias, se descubrirán, se acercarán, discutirán y se reconciliarán.

## Reparto
- Dany Boon como Martin, el esposo de Claire
- François Damiens como Tony, el esposo de Isabelle
- Laurence Arné como Claire, esposa de Martin
- Yvan Attal como Jean-Paul, el científico
- Alison Wheeler como Agatha, compañera de Samuel
- Tom Leeb como Samuel, compañero de Agatha
- Liliane Rovere como Louise, la dueña del bar
- Jorge Calvo como Diego, el conserje del edificio
- Kervénoaël Rose como Louna, la hija de Martin y Claire
- Milo Machado Graner como Basile, el hijo de Tony e Isabelle
- Eva Margnat como Victoire, la hija de Tony e Isabelle
- Myriam Bourguignon como Isabelle, la esposa de Tony
- Nawell Madani como Leïla, la médica de urgencias
- Elie Semoun como Un policía
- Tatiana Gousseff como El cajero del supermercado
- Isabel de Hertogh como Un cliente del supermercado
- Clara Cirera como La portera, esposa de Diego
- Antonia de Renderer como La amante de Basil

## Producción
El rodaje comienza en noviembre de 2020 y se desarrolla durante treinta días en Bélgica con el apoyo del Paradero fiscal. Algunos planes se hacen en París. En París, las tomas exteriores se realizan frente al pasaje Thiéré 7 (reconocemos la puerta) y la rue des Taillandiers (calle pavimentada para pasear al perro Basil). El Bar of Humanity en la película es en realidad el TrucMush.
La película se estrenó en la plataforma de vídeo bajo demanda de Netflix el 20 de octubre de 2021. Si la película no sale en el cine, el director prefiere ver allí los lados buenos. De hecho, la película está disponible en una treintena de idiomas diferentes, lo mismo para los subtítulos, y su facilidad de acceso (teóricamente, porque es necesario tener una suscripción vigente) permite una distribución más amplia (casi 200 países) por un tema que, según el director, se presta a ello. Sin embargo, el actor y director reveló que la película se emitirá en un importante canal terrestre francés en 2022.